# دوازده‌خان هرکول (مجموعه‌داستان)
«دوازده‌خوان هرکول» (انگلیسی: The Labours of Hercules) یک کتاب از آگاتا کریستی است که در سال ۱۹۴۷ منتشر شد. نام اشاره به دوازده‌خوان هرکول‌ دارد و داستانش شامل شخصیت هرکول پوآرو است.